# Albert Schmaltz
Albert Moritz Schmaltz (* 1850 in Glossen bei Löbau; † 1. Juni 1923 in Oberlößnitz) war ein sächsischer Generalmajor.

## Leben
Albert Moritz Schmaltz war Sohn eines Rittergutsbesitzers, dem das Schloss Glossen bei Löbau gehörte. Nach Besuch des Vitzthumschen Gymnasiums trat er 1865 in den Kadettenkorps der sächsischen Armee ein, wonach er 1870 als Portepeefähnrich dem Ulanen-Regiment „Kaiser Franz Josef von Österreich, König von Ungarn“ (1. Königlich Sächsisches) Nr. 17 unter dem damaligen Regimentskommandeur Centurius von Miltitz zugeteilt wurde. Er nahm in dieser Eigenschaft am Krieg gegen Frankreich teil, wurde für dortige Verdienste mit dem Eisernen Kreuz II. Klasse ausgezeichnet und kehrte als Leutnant in die Heimat zurück. Nach dem Kommando auf die Kriegsschule in Potsdam, beim Eisenbahn-Bataillon und der Zentralturnanstalt in Berlin wurde er 1877 zum Oberleutnant befördert und avancierte nach einigen weiteren Jahren 1882 zum Rittmeister und Eskadronschef im Regiment. Nachdem er am 27. März 1892 zum Major befördert wurde, diente er als Stabsoffizier beim 2. Ulanen-Regiment 18 und stieg mit seiner Beförderung zum Oberstleutnant am 12. September 1896 zu dessen Regimentskommandeur auf. Er blieb nach Beförderung zum Oberst im Jahr 1899 zunächst in dieser Eigenschaft und wurde 1901 mit der Führung der 2. Kavallerie-Brigade Nr. 24 beauftragt. Nachfolgend übernahm er die 32. Kavallerie-Brigade Nr. 31 und wurde in dieser Position 1903 zum Generalmajor befördert. 1904 wurde er unter Genehmigung seines Abschiedsgesuches zur Disposition gestellt.
Im Ruhestand war er 1907 als Kandidat der Konservativen Partei für den Reichstagswahlkreis Dresden-Neustadt aufgestellt. Er erlangte 6717 Stimmen (12,8 %) und verlor deutlich gegen den SPD-Kandidaten August Kaden mit 26.458 Stimmen (50,4 %). Er war einige Zeit Vorsitzender des Konservativen Vereins für die Lößnitzortschaften.